# NYK Cruises

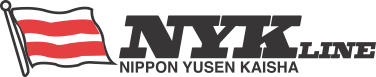
Logo der NYK Line

NYK Cruises (auch unter dem Markennamen Asuka Cruise) ist die Kreuzfahrtsparte der japanischen Reederei Nippon Yusen Kaisha.

## Geschichte

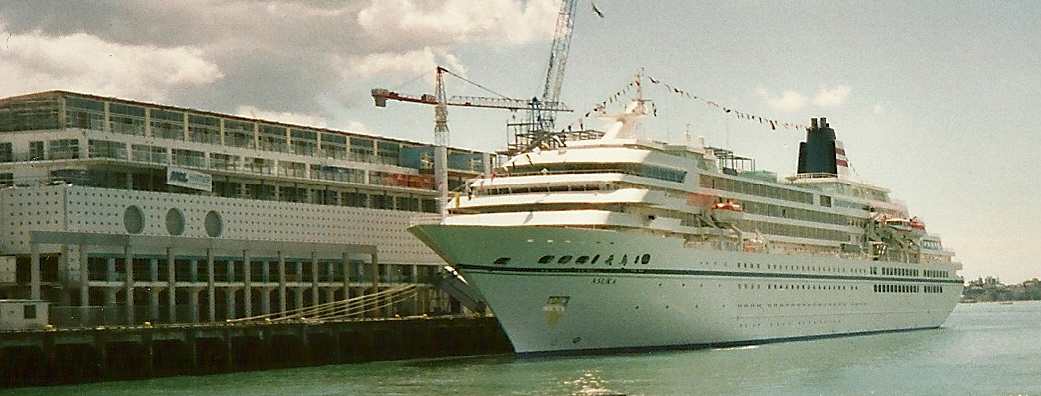
Die Asuka im Hafen von Auckland

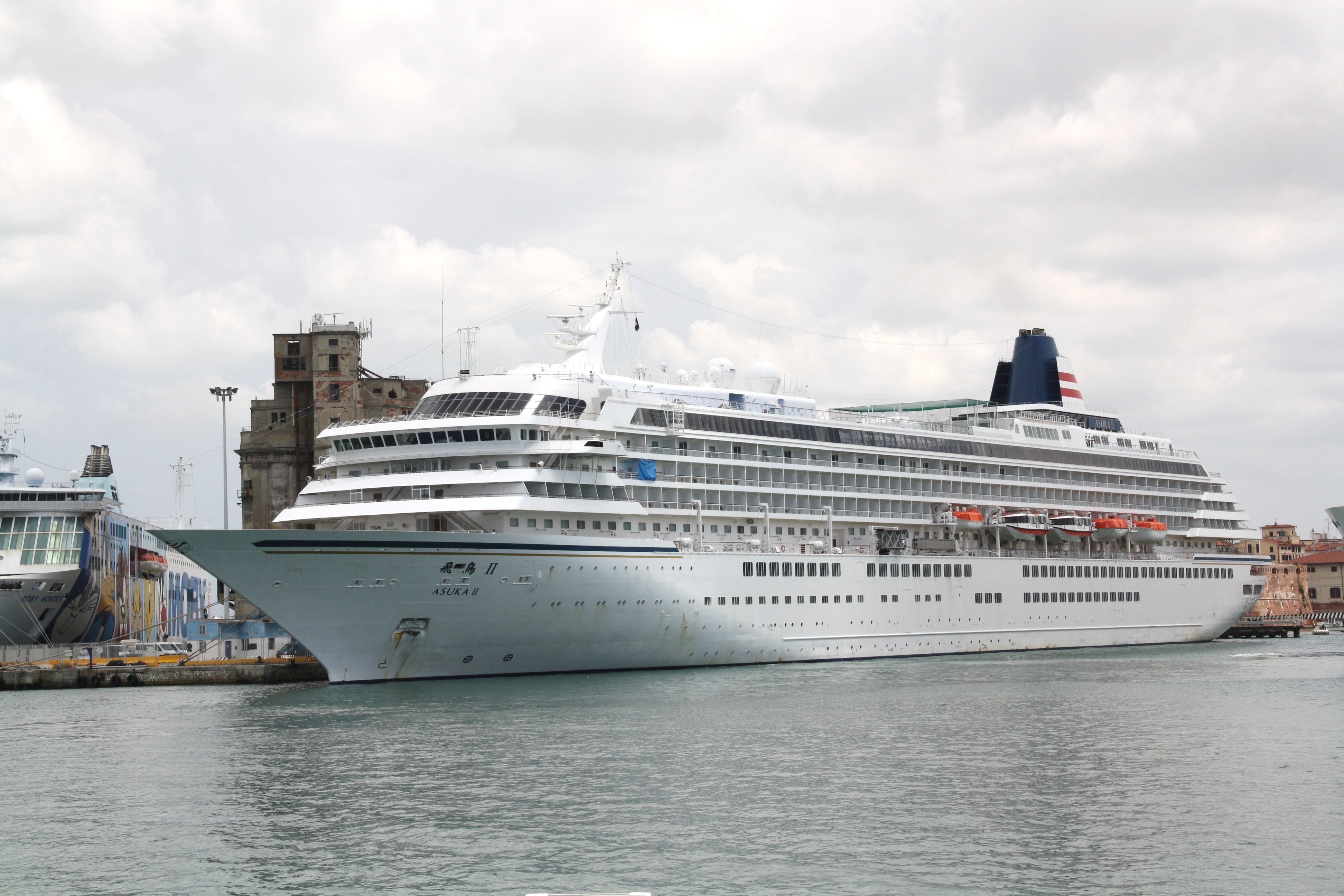
Die Asuka II

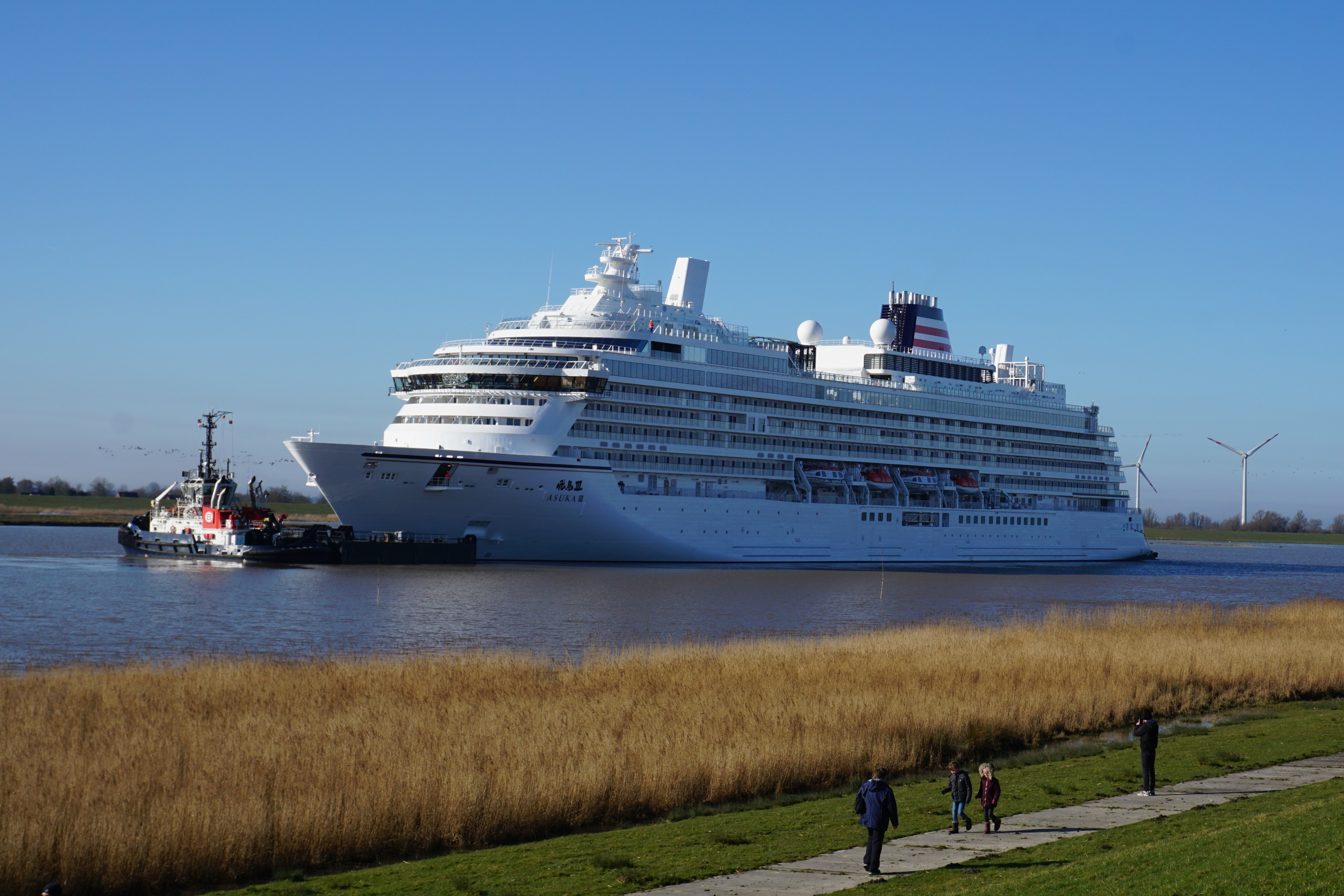
Die Asuka III bei der Fahrt über die aufgestaute Ems (2025)

1991 wurde mit der Asuka das erste Schiff für NYK Cruises abgeliefert und in Dienst gestellt. 
Im Jahr 2006 wurde die Asuka verkauft, um als Amadea für den deutschen Reiseveranstalter Phoenix Reisen eingesetzt zu werden. Als Ersatz wurde die größere Crystal Harmony von Crystal Cruises, einer anderen Kreuzfahrtreederei im Eigentum von Nippon Yusen Kaisha, zu NYK Cruises transferiert. Seitdem wird das Schiff als Asuka II eingesetzt.
Im März 2021 bestellte NYK Cruises bei der Meyer Werft in Papenburg ein der Asuka II ähnliches Kreuzfahrtschiff mit Ablieferung 2025, das diese ersetzen soll. Die Bestellung stellte den ersten Bauauftrag für ein Kreuzfahrtschiff einer neuen Klasse weltweit seit Beginn der COVID-19-Pandemie dar. Das Asuka III genannte Schiff wurde am 10. April 2025 an NYK Cruises abgeliefert, die Jungfernfahrt soll am 20. Juli beginnen.
2025 wurde eine Kooperation mit der Oriental Land Company bekanntgegeben.

## Flotte

### Aktuelle Flotte
| Baujahr | Name      | Vermessung (BRZ) | Bauwerft                              | Anmerkungen                                  |
| ------- | --------- | ---------------- | ------------------------------------- | -------------------------------------------- |
| 1990    | Asuka II  | 50.142           | Mitsubishi Heavy Industries, Nagasaki | Bis 2006 Crystal Harmony für Crystal Cruises |
| 2025    | Asuka III | 52.265           | Meyer Werft, Papenburg                |                                              |

### Ehemalige Flotte
| Baujahr | Name  | Vermessung (BRZ) | Bauwerft                              | Anmerkungen                     |
| ------- | ----- | ---------------- | ------------------------------------- | ------------------------------- |
| 1991    | Asuka | 29.008           | Mitsubishi Heavy Industries, Nagasaki | Heute Amadea für Phoenix Reisen |